# UFC on Fox: Johnson vs. Benavidez II
UFC on Fox: Demetrious Johnson vs. Joseph Benavidez II (ou UFC on Fox 9) foi um evento de artes marciais mistas promovido pelo Ultimate Fighting Championship, em evento que foi realizado na cidade de Sacramento, no estado da Califórnia. O evento foi transmitido na Fox dos Estados Unidos.

## Background
O evento era esperado para contar com a luta pelo Cinturão Peso Leve do UFC entre Anthony Pettis e o canadense TJ Grant, mas como Grant havia sofrido uma lesão recente, a organização aguardava um aval médico para liberar o canadense para lutar. No entanto, no dia 17 de setembro foi confirmado que Grant não recebeu a sua liberação médica. Para substituir, o UFC chamou o norte-americano Josh Thomson. Porém, em 11 de Novembro, Pettis anunciou que sofreu outra lesão no joelho e teria que se retirar da luta. Então, para o evento principal, foi movida do The Ultimate Fighter 18 Finale a luta pelo Cinturão Peso Mosca do UFC entre Demetrious Johnson e Joseph Benavidez.
Os lutadores top da categoria dos galos Urijah Faber e Michael McDonald se enfrentaram neste evento, no co evento principal.
O peso mosca americano Ian McCall estava escalado para enfrentar o estreante na divisão dos moscas Scott Jorgensen, mas uma lesão o forçou a ser retirado do card, sem substituído por John Dodson. Porém, Dodson também se lesionou e deu lugar ao ex-Campeão Peso Galo do Bellator Zach Makovsky.
Jamie Varner era esperado para enfrentar Pat Healy no evento, porém, Varner se lesionou e foi substituído por Bobby Green.
Kelvin Gastelum era esperado para enfrentar Court McGee no evento, porém, uma lesão tirou Gastelum do evento e a organização anunciou Ryan LaFlare como substituto.
O ex-desafiante ao cinturão dos moscas John Moraga, estava escalado para enfrentar Darren Uyenoyama no evento, mas uma lesão o forçou a se retirar do evento, sendo substituído pelo estreante Alptekin "Alp" Ozkilic.
Matt Brown era esperado para enfrentar Carlos Condit no card principal, porém foi forçado a se retirar do evento por conta de uma lesão nas costas. No dia seguinte, Condit confirmou que esperaria para realizar a luta com Brown e se retiraria do card. Com isso, a luta entre Joe Lauzon e Mac Danzig foi mandada para o card principal.

## Card Oficial
Nota 1 Pelo Cinturão Peso-Mosca do UFC.

## Bônus da Noite
Cada lutador recebeu cerca de US$50 mil (aproximadamente R$116 mil).
- Luta da Noite (Fight of the Night):  Danny Castillo vs.  Edson Barboza
- Nocaute da Noite (Knockout of the Night):  Demetrious Johnson
- Finalização da Noite (Submission of the Night):  Urijah Faber